# Glauc d'Alexandria
Glauc d'Alexandria (en llatí Glaucus, en grec antic Γλαῦκος Glaukos) era un metge grec nascut a Alexandria, que sembla que va ser el que va informar a Quint Del·li (Quintus Dellius) del complot que Cleòpatra havia preparat contra ell, probablement l'any 31 aC.